# Josh Hutcherson
Josh Hutcherson (Union (Kentucky), 12 oktober 1992) is een Amerikaans acteur. Hij is doorgebroken bij het grote publiek door zijn rol als Peeta Mellark in The Hunger Games.

## Vroege leven
Joshua Ryan Hutcherson werd geboren op 12 oktober 1992 in Union (Kentucky) en is de oudste zoon van Michelle, een voormalige Delta Air Lines-medewerker die nu Josh helpt met zijn carrière en Chris Hutcherson, een analyticus voor de United States Environmental Protection Agency (EPA). Zijn ouders, die ook werden geboren en getogen in Kentucky, ontmoetten elkaar op de middelbare school in Dry Ridge. Hij heeft een jongere broer genaamd Connor. 
Hutchersons interesse in acteren ontwikkelde zich toen hij nog jong was, ondanks zijn ouders' zorgen over het beroep. Volgens de acteur zelf houdt hij al van de entertainmentindustrie sinds hij vier jaar is. Zijn vader zei dat zijn zoon al wilde optreden voor andere mensen sinds hij heel jong was, waarbij hij een persoonlijkheid bezat die de aandacht trok van mensen. Zijn moeder zei dat hij hen zo vaak vertelde dat hij acteur wilde worden, maar dat ze geloofden dat het een fase was waar hij doorheen ging en dat hij er wel uit zou groeien. Toen hij acht jaar oud was bladerde Hutcherson door de Gouden Gids en contacteerde een castingbureau. In januari 2002 ontmoette hij en zijn moeder acteercoach Bob Luke die van New York naar Kentucky reisde om hem te ontmoeten. Luke adviseerde hen naar Los Angeles te gaan en Hutcherson auditie te laten doen voor pilotafleveringen. Op dat moment was zijn enige acteerervaring in een Kroger-televisiereclame en een vakantiebijbelschooltrainfilm. Gedurende drie jaar woonden Hutcherson en zijn moeder in de Oakwoodappartementen in Los Angeles, een woongemeenschap die onderdak verleent aan jonge kindacteurs en hun gezinnen. 
Het grootste deel van Hutchersons jeugd vond plaats op filmsets in plaats van in een klaslokaal. Hij ging naar de New Haven Elementary School in Union totdat hij zijn carrière begon op negenjarige leeftijd, nadat hij thuis les kreeg met zijn moeder als lerares. Later keerde hij terug naar Kentucky om voor een half jaar naar de Ryle High School te gaan. Hutcherson speelde in het voetbalteam van de school en is sindsdien een groot sportliefhebber, waarbij hij ook een passie laat zien voor football en tennis. Op de leeftijd van dertien deed hij mee aan een triatlon. Later zei hij over zijn schoolervaringen: "Ik weet dat het iets is waar kinderen elke dag mee te maken krijgen maar elke dag op dezelfde tijd opstaan en moeten luisteren naar leraren die over dingen praten die ik zo veel gemakkelijker zelf zou kunnen leren, ik haatte het."

## Acteercarrière

### 2002-2010: vroege rollen

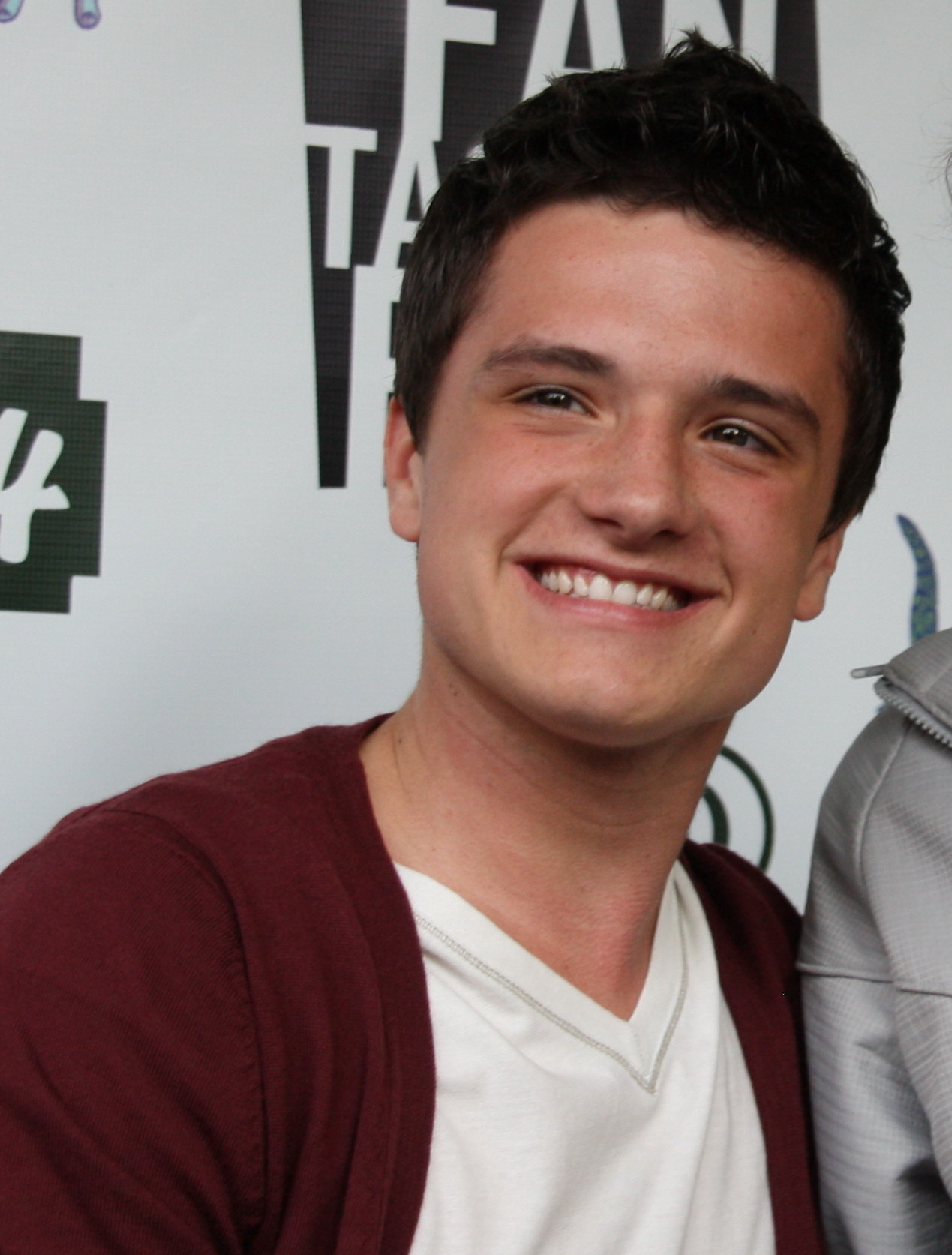
Hutcherson op de première van Cirque du Freak.

Nadat hij naar Hollywood verhuisde in 2002, speelde Hutcherson in verschillende televisiereclames. Hij speelde zijn eerste grote acteerrol als Nicky Harper in de pilot-aflevering van House Blend in 2002, gevolgd door kleine rollen in een aflevering van ER en de pilot-aflevering van Becoming Glen. Het jaar daarop speelde hij de hoofdrol Charlie Logan in de televisiefilm Miracle Dogs, die werd uitgebracht op Animal Planet. De film, de eerste van Hutcherson, kreeg een waardering van 79 procent op reviewwebsite Rotten Tomatoes. Later dat jaar speelde hij in Wilder Days tegenover Peter Falk en Tim Daly, waarin hij Falks kleinzoon speelde, die hem vergezelt op een turbulente roadtrip. Daly was onder de indruk van de jonge Hutcherson, waarbij hij opmerkte: "Hij is een uitzonderlijke jongen. Hij is een erg goede acteur en hij is erg slim en zelfverzekerd." Hutchersons volgende rol was als een jongen verkleed als Robin in zijn eerste lange speelfilm, de goed ontvangen onafhankelijke film American Splendor, die de grote juryprijs won bij het Sundance Film Festival. Zijn karakter in de fantasyfilm The Polar Express uit 2004, jonge Hero Boy, werd gemaakt door motion-capture van zijn gezichtsuitdrukkingen en lichaamsbewegingen. Tom Hanks speelde in de film de hoofdrol en ontving verschillende commentaren van critici. In de animatie-/fantasyfilm Howl's Moving Castle, sprak hij de stem in van het karakter Markl, waarbij hij samenwerkte met twee andere hoofdkarakters, namelijk Christian Bale en Billy Crystal. Al zijn dialogen voor de film werden opgenomen in ongeveer acht opeenvolgende uren. 
In 2005 speelde Hutcherson in een aantal Hollywoodfilms terwijl hij probeerde zichzelf te vestigen in de industrie. Hij portretteerde de kleine rol van Bucky Weston in de komedie Kicking & Screaming. In Little Manhattan uit 2005 had hij een hoofdrol samen met zijn jongere broer, Connor. Stella Papamichael van de BBC was tevreden over zijn optreden, waarbij ze zei: "Hutcherson deed het erg goed, met een scherp instinct voor bescheiden humor dat zelfs Woody Allen zich een beetje meer inadequaat laat voelen", maar Variety-columnist Brian Lowry zei: "Hutcherson zag er misschien schattig uit op de voorpagina, maar zelfs met zijn Linus stem voelde de taal en toon niet natuurlijk." Daarop speelde hij een hoofdrol in Jon Favreau's Zathura, waarin hij veel plezier had in het acteren door het aantal special effects en stunts waarin hij betrokken was. Hutcherson ontving de Young Artist Award voor "Beste optreden in een lange speelfilm door een hoofdrol van een jonge acteur" voor de film. 
Hutchersons volgende optreden was in de komedie RV begin 2006, waarin hij de zoon speelde van Robin William's karakter Bob Munro. Hij verklaarde het moeilijk te vinden zich te concentreren tijdens de productie omdat hij "constant moest lachen" om co-ster Williams. De film werd niet geliefd ontvangen door critici en het publiek; Variety zei dat de film leed onder "lompe voorspelbaarheid en magere lachjes". Hij ontving zijn tweede Young Artist Award nominatie voor deze rol, maar verloor van Logan Lerman in Hoot. 

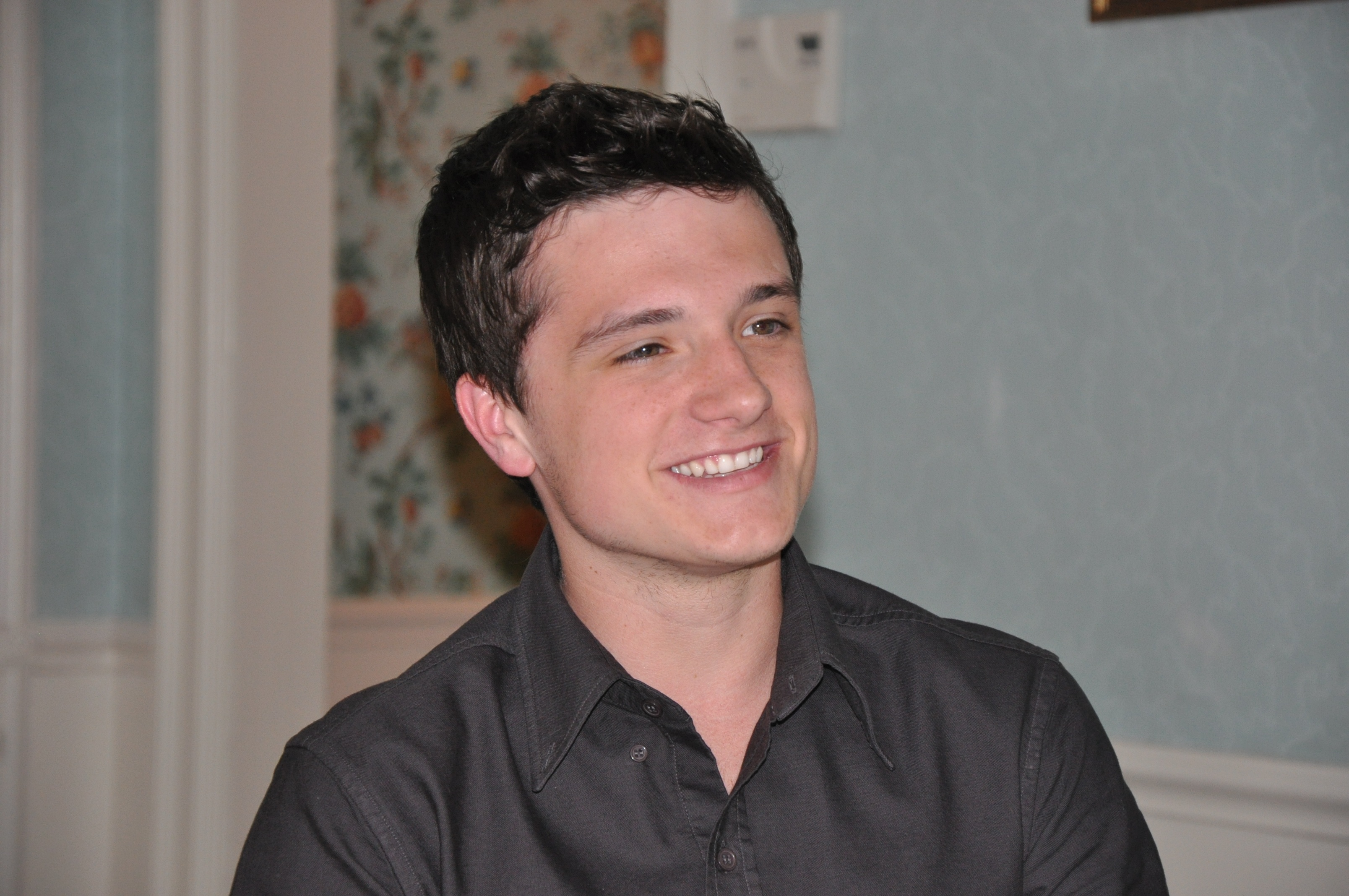
Hutcherson op het New York Film Festival in 2010.

Hutchersons doorbraak in zijn carrière als een kindacteur kwam in 2007 wanneer hij Jesse Aarons portretteerde in het fantasiedrama Bridge to Terabithia. De film werd geschoten op een locatie in Nieuw-Zeeland voor drie en een halve maand. Hutcherson zei over het filmen: "Dat was een geweldige ervaring. Het wordt niet veel mooier dan dat. Er waren overal stranden en allerlei soorten boslandschappen. We gingen overal op kleine roadtrips en hadden gewoon heel veel lol." Hij gaf toe dat hij niet het boek had gelezen waar de film is op gebaseerd voordat hij gecast werd. Auteur Ann C. Paietta beschrijft zijn karakter Jesse Aarons als "Een introverte jongen met vier zussen, een familie met weinig geld en een echt talent voor tekenen" wiens leven op z'n kop komt te staan wanneer Leslie Burke (Robb) arriveert, waarmee hij een imaginaire utopische wereld creëert. Anne Hornaday van The Washington Post vond zijn casting "precies geschikt" en zei hoe hij het "gevoelige, artistieke temperament" van zijn karakter portretteerde, terwijl Miriam Di Nunzio van de Chicago Sun-Times de chemie opmerkte tussen Hutcherson en Robb, waarbij ze hen een "dynamisch duo" noemde. Hij won zijn tweede Young Artist Award voor "Beste rol in een lange speelfilm door een hoofdrol van een jonge acteur" voor de film. Hutchersons volgende rol was in Firehouse Dog (2007), waarin hij Shane Fahey speelde, een zoon van een brandweerman die bevriend raakt met een hond. Hij uitte zijn plezier in het werken en het opbouwen van een band met de vier verschillende honden. De film ontving verschillende reviews, hoewel critici lovend waren over Hutcherson. Na het uitbrengen van de film verwees Carrie Rickey van The Philadelphia Inquirer naar hem als de "Jodie Foster van Generatie Y", opmerkend: "Elke opeenvolgende film duikt Hutcherson dieper in zijn reservoir van schaamte en pijn en hoop, zenuwslopend voor zo'n jong persoon, maar ook buitengewoon dringend voor een acteur van elke leeftijd."
In 2008 verscheen hij in het onafhankelijke misdaaddrama Winged Creatures (uitgegeven als fragmenten op dvd) samen met Dakota Fanning, waar ze twee tienervrienden spelen die een bloedbad overleven, en in Journey to the Center of the Earth, een 3D-filmadaptie van het boek met dezelfde naam, waar hij een tiener speelt die naar IJsland reist met een oom die hij nauwelijks kent, gespeeld door Brendan Fraser. Over de volgende twee jaar, speelde hij een jongen genaamd Steve "Leopard" Leonard die een freakshow bezoekt met zijn vrienden in de vampier fictie film adaptie van het boek Cirque du Freak en hij had een bijrol in de kritisch ontvangen The Kids Are All Right, waarbij hij de zoon van een lesbisch koppel speelde, gespeeld door Annette Bening en Julianne Moore. Volgens Kaleem Aftab van The Independent was zijn rol in de film een centraal punt in zijn carrière en van essentieel belang voor het vervolg van zijn carrière tot zijn volwassenheid. Hutcherson uitte dankbaarheid voor het gecast zijn in de film en liet voldoening zien met de vertrouwelijkheid en creatieve vrijheid waar onafhankelijke films in voorzien in tegenstelling tot studio films. De film won de Golden Globe Award voor "Best Motion Picture - Musical or Comedy" in 2010, en was genomineerd voor "Best Picture" bij de 83ste Academy Awards. Gregory Ellwood van entertainmentsite HitFix stelde: "Hutchersons charismatische vernuft en natuurlijke instincten komen goed naar voren en het is mogelijk de eerste film waarin hij bewijst dat hij meer is dan gewoon een andere goed uitziende tieneracteur."

### 2011-heden: The Hunger Games en doorbraak
Op 4 april 2011 kondigde Lionsgate aan dat Hutcherson was gecast als Peeta Mellark in The hunger Games-serie, tegenover Jennifer Lawrence als Katniss Everdeen. Hij was gretig om de rol te spelen en voelde dat hij extreem goed bij het karakter paste. In de voorbereiding voor het filmen moest hij zijn haar bleken en ongeveer 7 kilo aankomen. Lawrence, een goede vriend, sprak altijd lovend over hem als een acteur; met betrekking tot zijn rol als Peeta Mellark stelde ze: "Hij is charmant, hij is schattig, hij is realistisch, hij is normaal. Hij heeft alles en brengt het naar Peeta ... hij heeft al deze geweldige kwaliteiten en elk van deze komt naar voren in elke lijn die hij hardop zegt als Peeta." Hij werd bekend om zijn grappen op de set, dat leidde tot een incident doordat hij aan het stoeien was met Lawrence die hem op zijn hoofd trapte waardoor hij per ongeluk bewusteloos viel en hem een hersenschudding gaf. De aanvankelijke film, The Hunger Games, werd uitgegeven op 23 maart 2012 en was een van de films met de hoogste opbrengst dat jaar. Hutcherson ontving de MTV Movie Award voor "Best Male Performance". Hem werd ook de NewNowNext award 2012 uitgereikt voor "Next Mega Star" en de CinemaCon award 2012 van de National Association of Theatre Owner's voor "Breakthrough performer of the Year". Peter Travers van Rolling Stone beschreef de rol van de acteur, waarbij hij zei "Hutcherson brengt humor en een gekneusd hart naar een jongen die snel moet opgroeien."

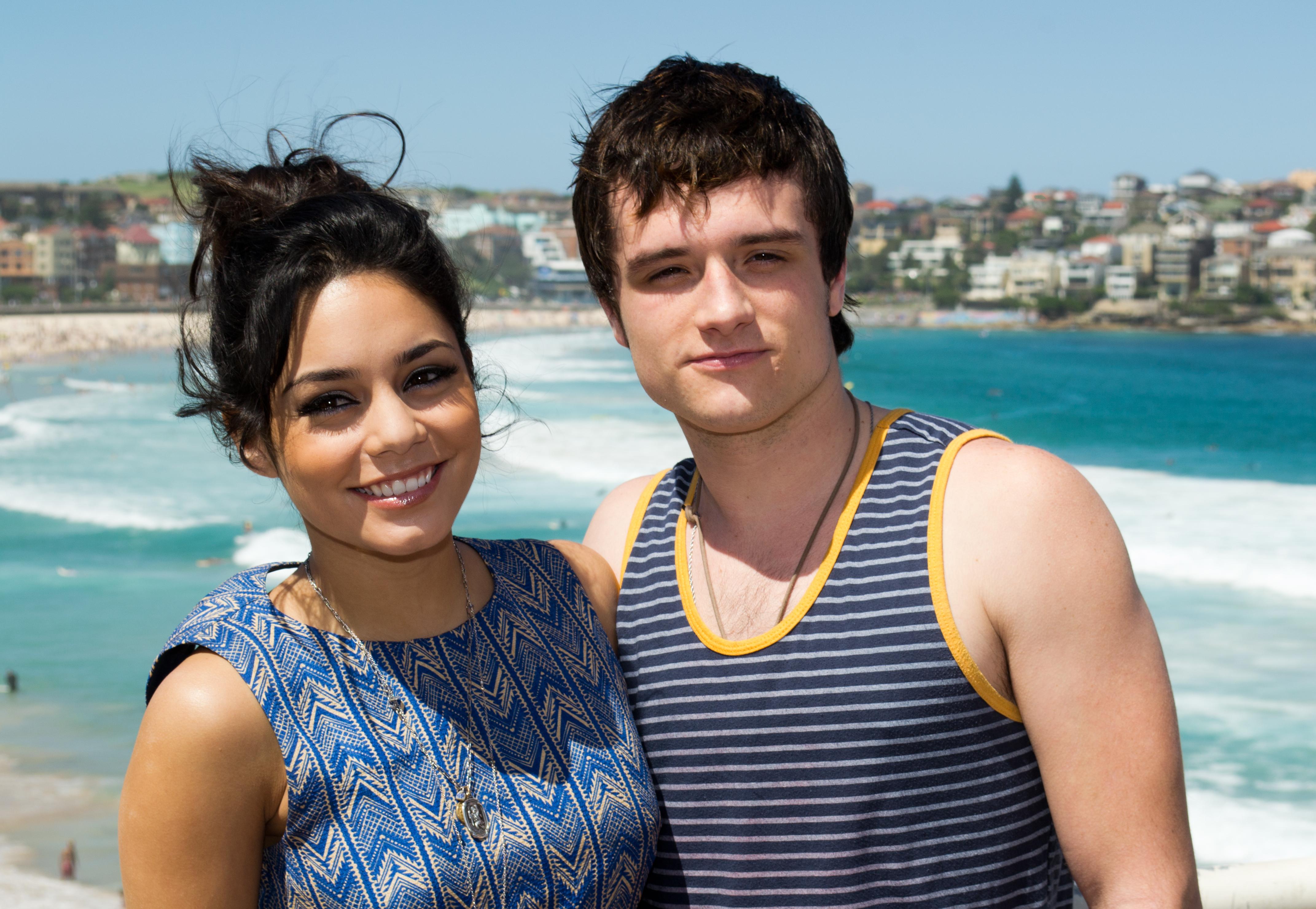
Hutcherson en Vanessa Hudgens uit Journey 2: The Mysterious Island in Sydney, januari 2012.

Tussen het spelen van zijn rol in The Hunger Games en de uitgave van de film, speelde hij een hoofdrol en diende als uitvoerend producent voor twee films: Detention (2011) en The Forger (2012). In Detention speelde hij de rol van de populaire tiener Clapton Davis waarvan de plot van de film wordt vergeleken met The Breakfast Club uit 1985. Zijn rol in The Forger was als een 15-jarig weeskind dat in de problemen komt totdat Alfred Molina's karakter hem komt helpen. De film werd niet goed ontvangen maar de acteurs en hun uitvoering wel. Hij vervolgde vervolgens zijn rol als Sean Anderson in de opvolger van Journey to the Center of the Earth, Journey 2: The Mysterious Island uit 2012. Hutcherson heeft altijd al zijn stem laten horen over zijn verlangen om aan films te werken van allerlei soorten genres. Ondanks de overstap van komediedrama The Kids Are All Right naar de Journey-opvolger, stelde hij: "Ik zelf houd ervan om in allerlei soorten verschillende films te spelen en om van een geweldige onafhankelijke film te gaan waar ik heel erg van hou om in te spelen met geweldige karakters en een goed script naar een grotere soort studiofilm. Om in het hele spectrum van films te spelen is heel, heel geweldig." Hoewel de film grotendeels onder kritiek kwam te staan, deed hij het commercieel gezien goed en zijn optreden werd goed ontvangen. Kofi Outlaw van Screenrant.com apprecieerde hoe goed hij het deed een iets wat 'gelaagde' hoofdrol te vertolken. Later in 2012 speelde hij in Red Dawn, een remake van de film uit 1984 met dezelfde naam. Deze film kwam erg onder kritiek te staan door critici, met maar een waardering van 12 procent op Rotten Tomatoes, de laagste score van elke film waar Hutcherson in geacteerd heeft.
In 2013 sprak Hutcherson de stem in van het karakter Nod in de animatie-actie-avontuur 3D-film Epic, losjes gebaseerd op William Joyce' boek The Leaf Men and the Brave Good Bugs; de film is zijn succesvolste commerciële film op The Hunger Games-serie na. Terwijl het filmen dichterbij kwam voor de opvolging van The Hunger Games, The Hunger Games: Catching Fire, huurde hij beroemdheden trainer Bobby Strom in om hem te helpen in vijf uur lange workouts per week. De film bracht 420 miljoen dollar op in Noord-Amerika, wat het zijn meeste succesvolle commerciële maakt. Hutcherson ontving zijn tweede MTV Movie Award voor "Best Male Performance" voor zijn rol in de opvolger.

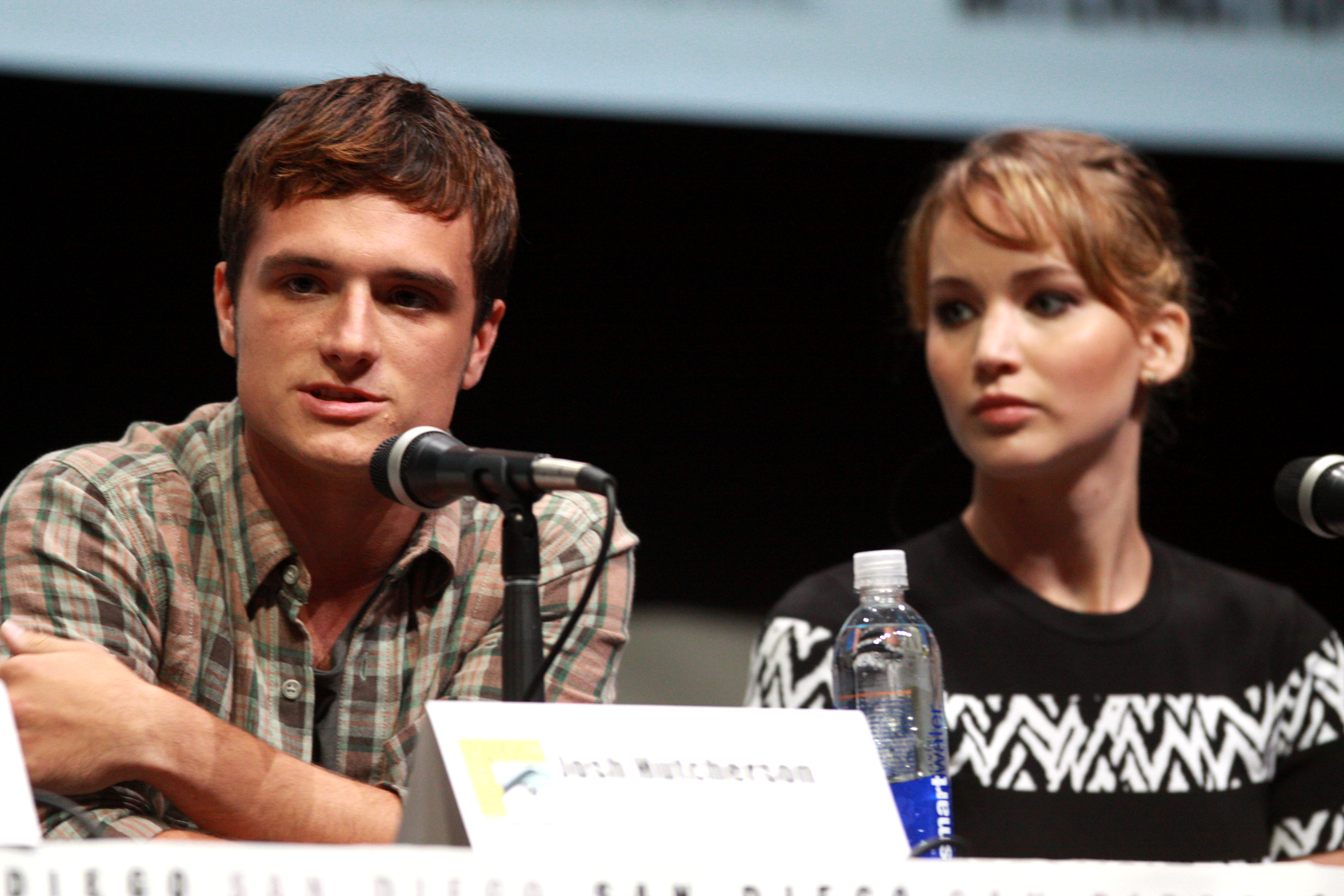
Hutcherson met co-ster Jennifer Lawrence bij de San Diego Comic-Con International 2013.

Op 23 november 2013, de dag na de uitgave van The Hunger Games: Catching Fire in de Verenigde Staten, presenteerde Hutcherson een aflevering van Saturday Night Live. Zijn optreden ontving middelmatige reviews, waarbij Mike Ryan van The Huffington Post stelde: "Hij bracht niet echt iets speciaals naar de tafel behalve dat hij een leuke houding", en John Surico van GQ merkte op: "Terwijl de nacht niet per se teleurstelde, was het ook niet verbijsterend". 
Hutcherson vervolgde weer zijn rol in de twee delen van de Mockingjay-filmadaptie. The Hunger Games: Mockingjay - Part 1 werd uitgegeven op 21 november 2014 en Part 2 volgt op 20 november 2015. Zijn karakter ondergaat een opmerkelijke persoonlijkheidsverandering (hijacked) in de films, die voor hem een acteeruitdaging vormden; hij reageerde hierop zeggende: "Ik ben zenuwachtig voor het acteren omdat ik nog nooit gek ben geworden in een film." Emily Yahr van The Washington Post sprak positief over zijn acteerwerk door te zeggen: "Peeta's gekke uitdrukking zal ons zeker lange tijd blijven achtervolgen in onze nachtmerries," terwijl David Edelstein van New York zijn optreden bekritiseerde in relatie tot de scènes met de andere karakters door te zeggen: "Josh Hutchersons gevangen Peeta wordt ten minste meestal gezien in interviews met Stanley Tucci's talkshowhost op tv-schermen ... dus de acteur kan zijn gebrek aan urgentie niet naar scènes brengen met Jennifer Lawrence."
Voordat de Hutcherson in de Mockingjay-films speelde, speelde hij in Escobar: Paradise Lost, een Frans-Spaanse romantische thriller, die werd uitgegeven op 16 januari 2015 in de Verenigde Staten. Hij diende ook als een uitvoerend producent voor de film, samen met regisseur Andrea Di Stefano die zijn eerste film regisseerde, waarbij Hutcherson hielp met casting en het schieten van scènes. Hutcherson zei: "De gelegenheid maakte me gretig om vaker iets soortgelijks te doen".

### Persoonlijk leven
Hutcherson heeft gezegd dat acteur Jake Gyllenhaal een inspiratie voor hem is. Hij bewondert de manier waarop Gyllenhaal is omgegaan met zijn carrière en de taken die hij op zich heeft genomen. Hij noemde ook acteur, regisseur en producent Philip Seymour Hoffman als inspiratiebron. 
Hutcherson kocht in mei 2012 het voormalige huis van Heath Ledger in Laurel Canyon in de Hollywood Hills, een kleine ranch gebouwd in 1951, met een oppervlakte van 172.9 m2 voor 2.5 miljoen dollar. Hij beweert dat zijn beroemdheid hem niet heeft veranderd als persoon en stelt: "Ik hou meer van mijn baan dan wat dan ook in de wereld en ik kan me nooit voorstellen iets anders te doen. Dus dit hele gebeuren is een erg kleine prijs om te betalen in vergelijking tot iemand die naar een kantoor moet gaan om te werken."
Als een bekende aanhanger van de lgbt-gemeenschap (de afkorting van lesbian, gay, bisexual en transgender) is Hutcherson voorstander van de Gay-Straight Alliance-campagne "Straight But Not Narrow". Sinds de formatie, is hij hun meest actieve supporter. Zijn betrokkenheid bij de lgbt-gemeenschap komt voort uit zijn familiebanden; twee van zijn ooms, die homoseksueel waren, overleden aan aids. In april 2012 werd hij de jongste ontvanger van de Vanguard Award van GLAAD, gegeven voor promotie voor gelijke rechten voor lgbt-mensen. Hij ontving ook de Young Humanitarian Award bij de unite4:humanity-awardceremonie in 2015. Met betrekking tot zijn eigen seksualiteit, beschouwt hij zichzelf "grotendeels hetero" en gelooft niet in gelimiteerd zijn door labels. Hutcherson werkte ook samen met The Trevor Project en human-I-T in 2014 wanneer hij zijn campagne "Power On" begon, die dient om jonge lgbt'ers te helpen van het platteland om gemeenschappen te vormen door oude computers en mobiele telefoons te doneren aan lgbt-middelen centra; hij begon de campagne door een oude computer van zichzelf te doneren. Jaarlijks van 2012 tot 2014, organiseerde hij het "Josh Hutcherson beroemdheden basketbalspel" in Los Angeles, dat fondsen werft en bewustzijn voor de "Straight But Not Narrow"-campagne. In november 2013 deelden Hutcherson en Queen Latifah trofeeën uit aan vier jonge gemeenschapsvrijwilligers in een liveceremonie bij de vijfde jaarlijkse TeenNick HALO Awards bij de Hollywood Palladium.